# Matthew Hughes
Matthew Hughes (conocido como Matt Hughes; Ludington, 2 de octubre de 1981) es un deportista estadounidense que compitió en remo.
Ganó una medalla de plata en el Campeonato Mundial de Remo de 2005, en la prueba de cuatro con timonel. Participó en los Juegos Olímpicos de Pekín 2008, ocupando el quinto lugar en la prueba de cuatro scull.

## Palmarés internacional
| Campeonato Mundial | Campeonato Mundial | Campeonato Mundial | Campeonato Mundial |
| Año                | Lugar              | Medalla            | Prueba             |
| ------------------ | ------------------ | ------------------ | ------------------ |
| 2005               | Kaizu (Japón)      | Medalla de plata   | Cuatro con timonel |